# Bukova kobilica
Bukova kobilica (znanstveno ime Miramella alpina) je vrsta gozdnih kobilic iz družine kratkotipalčnic, ki je razširjena tudi v Sloveniji.

## Opis
Odrasli samci bukove kobilice dosežejo dolžino med 16 in 23 mm, samice pa so nekoliko večje in dosežejo dolžino med 22 in 30 mm. Osnovna barva bukove kobilice je travnato zelena. Zanjo so značilne izbuljene temno rdeče oči, na zadnjem paru nog pa je na spodnji strani stegna rdečkasto rožnata proga. Tipalnice so nitaste, dolge okoli 1 cm. Ličinke so podobne odraslim osebkom, od katerih se najlažje ločijo po tem, da so temno sive barve in nimajo kril. Krila pri imagih pokrivajo le 2/3 zadka. Samica ima dvodelno leglico, s katero v tla odlaga jajčeca. V več legel odloži od 5 do 7 jajčec, katere nato zalije z izločki spolnih žlez. Tako nastanejo ooteke, v katerih jajčeca preživijo tudi 2-4 leta. Iz jajčec se razvijejo ob koncu aprila in na začetku maja in v dveh mesecih preidejo skozi šest faz.. 

## Razširjenost
Bukova kobilica je razširjena po Avstriji, Belgiji, Češki, Franciji, Nemčiji, Italiji, Poljski, Španiji, Švici, pa tudi Sloveniji. Pojavljajo se od maja do septembra na vlažnih visokogorskih pašnikih, gozdnih jasah in odprtih gozdovih, kjer se hranijo s travami, lišaji in z listjem nekaterih dreves, predvsem bukve. 

## Podvrste
- Miramella alpina var. alpina  (Kollar, 1833)
- Miramella alpina var. subalpina  (Fischer, 1850)
- Miramella alpina var. albanica  Mishchenko, L.L., 1952  - Galvagniella albanica  Mishchenko, L.L., 1952
- Miramella alpina var. collina  (Brunner von Wattenwyl, 1864)  - Miramella alpina var. alpina  (Kollar, 1833)